# Svetlana Išmuratova
Svetlana Irekovna Išmuratova (in russo Светлана Ирековна Ишмуратова?; Zlatoust, 20 aprile 1972) è un'ex sciatrice nordica attiva nello sci di fondo e nel biathlon, specialità nella quale colse i maggiori successi: fu olimpionica nell'individuale e nella staffetta a Torino 2006, vinse varie medaglie iridate e si aggiudicò una Coppa del Mondo di specialità.

## Biografia
Nello sci di fondo gareggiò solo saltuariamente a inizio carriera, ma prese parte a una gara di Coppa del Mondo (a Kavgolovo l'11 febbraio 1996), riuscendo a conquistare punti (23ª).
Dal 1996 si dedicò al biathlon; in Coppa del Mondo ottenne il primo risultato di rilievo il 4 gennaio 1997 a Oberhof (7ª), il primo podio il 18 dicembre successivo a Kontiolahti (3ª) e la prima vittoria il 24 gennaio 1999 ad Anterselva.
In carriera prese parte a due edizioni dei Giochi olimpici invernali, Salt Lake City 2002 (19ª nella sprint, 15ª nell'inseguimento, 8ª nell'individuale, 3ª nella staffetta) e Torino 2006 (10ª nella sprint, 4ª nell'inseguimento, 12ª nella partenza in linea, 1ª nell'individuale, 1ª nella staffetta), e a otto dei Campionati mondiali, vincendo otto medaglie.

## Palmarès

### Biathlon

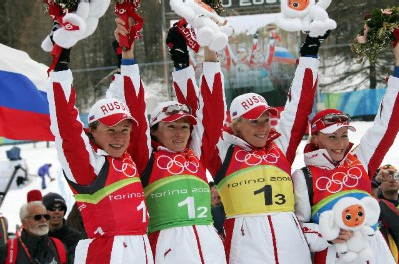
La staffetta russa sul podio dei XX Giochi olimpici invernali di ; la Išmuratova è la seconda da sinistra

#### Olimpiadi
- 3 medaglie:
  - 2 ori (individuale[2], staffetta[2] a Torino 2006)
  - 1 bronzo (staffetta[2] a Salt Lake City 2002)

#### Mondiali
- 8 medaglie:
  - 5 ori (gara a squadre[2] a Pokljuka/Hochfilzen 1998; staffetta[2] a Pokljuka 2001; staffetta[2] a Chanty-Mansijsk 2003; staffetta[2], staffetta mista a Hochfilzen/Chanty-Mansijsk 2005)
  - 2 argenti (partenza in linea[2] a Chanty-Mansijsk 2003; staffetta[2] a Oberhof 2004)
  - 1 bronzo (inseguimento[2] a Chanty-Mansijsk 2003)

#### Coppa del Mondo
- Miglior piazzamento in classifica generale: 6ª nel 2000 e nel 2006
- Vincitrice della Coppa del Mondo di individuale nel 2006
- 41 podi (21 individuali, 20 a squadre[1]), oltre a quelli ottenuti in sede olimpica e iridata e validi anche ai fini della Coppa del Mondo:
  - 9 vittorie (1 individuale, 8 a squadre)
  - 21 secondi posti (12 individuali, 9 a squadre)
  - 11 terzi posti (8 individuali, 3 a squadre)

##### Coppa del Mondo - vittorie
| Data             | Località                  | Nazione          | Spec.                                                           |
| ---------------- | ------------------------- | ---------------- | --------------------------------------------------------------- |
| 24 gennaio 1999  | Anterselva                | Italia           | RL (con Al'bina Achatova, Anna Volkova e Galina Kukleva)        |
| 12 dicembre 1999 | Pokljuka                  | Slovenia         | RL (con Al'bina Achatova, Galina Kukleva e Marija Strelenko)    |
| 9 gennaio 2000   | Oberhof                   | Germania         | RL (con Ol'ga Medvedceva, Galina Kukleva e Svetlana Černousova) |
| 11 dicembre 2002 | Pokljuka/Östersund        | Slovenia/ Svezia | RL (con Svetlana Černousova, Galina Kukleva e Irina Mal'gina)   |
| 15 gennaio 2003  | Ruhpolding                | Germania         | RL (con Al'bina Achatova, Galina Kukleva e Ol'ga Medvedceva)    |
| 12 gennaio 2005  | Ruhpolding                | Germania         | RL (con Ol'ga Medvedceva, Anna Bogalij-Titovec e Ol'ga Zajceva) |
| 13 febbraio 2005 | Torino Cesana San Sicario | Italia           | RL (con Ol'ga Medvedceva, Anna Bogalij-Titovec e Ol'ga Zajceva) |
| 15 dicembre 2005 | Osrblie                   | Slovacchia       | IN                                                              |
| 11 gennaio 2006  | Ruhpolding                | Germania         | RL (con Anna Bogalij-Titovec, Al'bina Achatova e Ol'ga Zajceva) |

Legenda:

IN = individuale

RL = staffetta

### Sci di fondo

#### Coppa del Mondo
- Miglior piazzamento in classifica generale: 56ª nel 1996